# 因加泽拉
因加泽拉是巴西伯南布哥州的一个市镇。总面积243.7平方公里，总人口4411人，人口密度18.1人/平方公里。